# Gianfranco Dalla Barba
Gianfranco Dalla Barba (Padua, 11 juni 1957 – 21 november 2024) was een Italiaans schermer en Olympisch kampioen. Daarna kreeg hij bekendheid als neurologisch en neuropsychologisch onderzoeker.

## Biografie
Als schermer ontwikkelde Dalla Barba zich bij Petrarca Scherma, een schermvereniging die zich vooral op de sabel richtte.
Met het Italiaans sabelteam werd hij in 1984 Olympisch kampioen en won hij vier jaar later Olympisch brons, in beide gevallen samen met zijn clubgenoot Marco Marin, de latere politicus. Zijn beste prestaties individueel waren de zilveren medailles op de wereldkampioenschappen schermen 1982 in Rome en 1983 in Wenen.
Na zijn sportcarrière studeerde hij af aan de universiteit van Padua. Hij specialiseerde zich daar in de neurologie en uit zijn kleine laboratorium groeide een van de eerste multidisciplinaire onderzoeksgroepen van Italië rond het thema dat zijn carrière bepaalde: het cognitief functioneren na hersenletsel.
Hij was gastonderzoeker aan de Universiteit van Cambridge. Bij het Parijse Institut national de la santé et de la recherche médicale leidde hij een onderzoeksteam dat zich richtte op geheugenstoornissen en vroegtijdige diagnose van de ziekte van Alzheimer. Na terugkeer in Italië doceerde hij neuropsychologie aan de Universiteit van Triëst.
Dalla Barba schreef een groot aantal wetenschappelijke publicaties. In zijn publieksboek Che cos’è la memoria? Normalità e patologia dell’atto di ricordare behandelde hij het verband tussen geheugen, tijdservaring en bewustzijn; een herinnering is niet slechts een simpel feit, maar houdt ook het besef in dat deze verwijst naar de levensloop. Herinneren is volgens de schrijver een daad, een handeling, 
Dalla Barba overleed op 21 november 2024 op 67-jarige leeftijd na een hartstilstand.

## Sportresultaten

### Olympische Zomerspelen
| Jaar | Plaats      | Resultaten           |
| ---- | ----------- | -------------------- |
| 1984 | Los Angeles | sabel team 9e sabel  |
| 1988 | Seoel       | sabel team 10e sabel |

### Wereldkampioenschappen schermen
| Jaar | Plaats    | Resultaten         |
| ---- | --------- | ------------------ |
| 1978 | Göteborg  | sabel team         |
| 1979 | Melbourne | sabel team         |
| 1982 | Rome      | sabel team         |
| 1983 | Wenen     | sabel · sabel team |

1908: Földes, Fuchs, Gerde, Tóth, Werkner ·
1912: Berti, Földes, Fuchs, Gerde, Mészáros, Schenker, Tóth, Werkner ·
1920: Baldi, Gargano, A. Nadi, N. Nadi, Puliti, Santelli, Urbani ·
1924: Anselmi, Balzarini, Bertinetti, Bini, Cuccia, Moricca, Puliti, Sarrocchi ·
1928: Garay, Glykais, Gombos, Petschauer, Rády, Tersztyánszky ·
1932: Gerevich, Glykais, Kabos, Nagy, Petschauer, Piller ·
1936: Berczelly, Gerevich, Kabos, Kovács, Rajcsányi, Rajczy ·
1948: Berczelly, Gerevich, Kárpáti, Kovács, Rajcsányi, Papp ·
1952: Berczelly, Gerevich, Kárpáti, Kovács, Rajcsányi, Papp ·
1956: Gerevich, Hámori, Kárpáti, Keresztes, Kovács, Magay ·
1960: Delneky, Gerevich, Horváth, Kárpáti, Kovács, Mendelényi ·
1964: Asatiani, Mavlichanov, Melnikov, Rakita, Rylski ·
1968: Oemjar Mavlichanov, Naslimov, Rakita, Sidjak, Vinokoerov ·
1972: Maffei, M.A. Montano, M.T. Montano, Rigoli, Salvadori ·
1976: Boertsev, Krovopoeskov, Naslimov, Sidjak, Vinokoerov ·
1980: Aljochin, Boertsev, Krovopoeskov, Naslimov, Sidjak ·
1984: Arcidiacono, Dalla Barba, Marin, Meglio, Scalzo ·
1988: Bujdosó, Csongrádi, Gedővári, Nébald, Szabó ·
1992: Goettsajt, Kirijenko, Pogossov, Pozdnjakov, Sjirsjov ·
1996: Kirijenko, Pozdnjakov, Tsjarikov ·
2000: Frossin, Pozdnjakov, Tsjarikov ·
2004: Pillet, D. Touya, G. Touya ·
2008: Pillet, Sanson, Lopez ·
2012: Gu, Kim, Oh, Won ·
2020: Oh, Kim Jun, Kim Jung, Gu  ·
2024: Oh, Gu, Park, Do